# 达恩·格尔莱亚努
达恩·格尔莱亚努（羅馬尼亞語：Dan Gîrleanu，1954年6月2日—），罗马尼亚男子排球运动员。他曾代表罗马尼亚国家队参加1980年夏季奥林匹克运动会排球比赛，获得一枚铜牌。